# Rusland op het Eurovisiesongfestival 2019

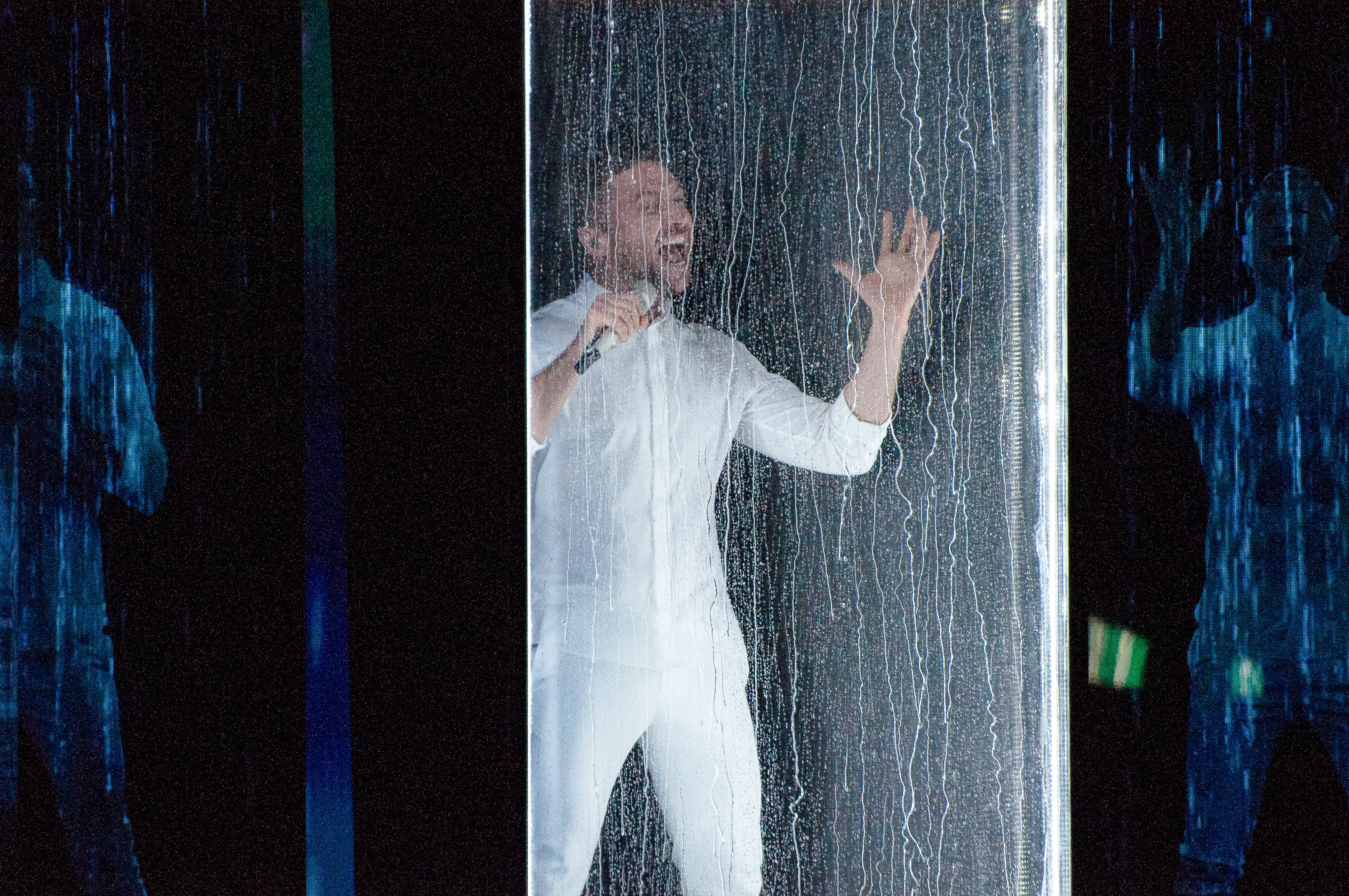
Sergey tijdens zijn optreden in Tel Aviv.

Rusland nam deel aan het Eurovisiesongfestival 2019 in Tel Aviv, Israël. Het was de 22ste deelname van het land aan het Eurovisiesongfestival. Rusland-1 was verantwoordelijk voor de Russische bijdrage voor de editie van 2019.

## Selectieprocedure
Op 4 november 2018 gaf Rusland-1 aan te zullen deelnemen aan het Eurovisiesongfestival 2019. Rusland-1 wisselt elk jaar af met Pervyj Kanal wat betreft het aanduiden van de Russische act voor het Eurovisiesongfestival. Op 8 februari 2019 werd duidelijk dat Rusland-1 Sergej Lazarev intern had gekozen om Rusland te vertegenwoordigen. Eerder had hij ook reeds in 2016 Rusland vertegenwoordigd. Met You are the only one eindigde hij destijds als derde. Op 9 maart 2019 werd bekend met welk lied Lazarev in 2019 zou meedoen, namelijk met Scream.

## In Tel Aviv
Rusland trad aan in de tweede halve finale, op donderdag 16 mei 2019. Sergej Lazarev was als dertiende van achttien artiesten aan de beurt, net na Jurij Veklenko uit Litouwen en gevolgd door Jonida Maliqi uit Albanië. Rusland eindigde in de halve finale als zesde en kwalificeerde zich daarmee voor de finale van twee dagen later. Daarin trad Lazarev als vijfde van 26 deelnemers op. Zijn nummer Scream ontving 370 punten, waarmee hij net als in 2016 op de derde plaats eindigde. 244 punten waren afkomstig van de televoters en de overige 126 van de vakjury's. De achterstand op de Nederlandse winnaar Duncan Laurence en de Italiaanse runner-up Mahmood bedroeg meer dan honderd punten. 